# Von
Von (укр. «Надія») — дебютний студійний альбом ісландського гурту Sigur Rós. Реліз відбувся в 1997 році. Створення цього альбому зайняло дуже багато часу, за який первинне звучання альбому повністю змінилося порівняно з першими записами.
На багато композицій з цього релізу було зроблено ремікси, які уввійшли в збірку Von Brigði.
Обкладинкою альбому послужило фото молодшої сестри Йонсі Інги Бірґістдотір.

## Список композицій
| #   | Назва                                | Тривалість |
| --- | ------------------------------------ | ---------- |
| 1.  | «Sigur Rós»                          | 9:46       |
| 2.  | «Dögun»                              | 5:50       |
| 3.  | «Hún Jörð ...»                       | 7:17       |
| 4.  | «Leit Að Lífi»                       | 2:33       |
| 5.  | «Myrkur»                             | 6:14       |
| 6.  | «18 Sekúndur Fyrir Sólarupprás»      | 0:18       |
| 7.  | «Hafssól»                            | 12:24      |
| 8.  | «Veröld Ný Og Óð»                    | 3:29       |
| 9.  | «Von»                                | 5:12       |
| 10. | «Mistur»                             | 2:16       |
| 11. | «Syndir Guðs» (Opinberun Frelsarans) | 7:40       |
| 12. | «Rukrym»                             | 8:59       |

- *  українській переклад не є офіційним.

## Учасники запису[3]
- Йон Тор Бірґіссон — вокал, гітара;
- Авґуст Айвар Ґюннарсон — ударні;
- Ґеорґ Гоулм — біс-гітара.